# Giorgi Baramidze
Giorgi Baramidze (grúzul: გიორგი ბარამიძე; Tbiliszi, 1968. január 5.) grúz politikus, 2004 decemberétől Grúzia miniszterelnök-helyettese, egyúttal az euro-integrációs ügyeket felügyelő államminiszter.
Tbilisziben született 1968. január 5-én. A Grúz Műszaki Egyetem Vegyészmérnöki Karán szerzett vegyészmérnöki oklevelet 1992-ben. 1995-ben Németországban, a Garmisch-Partenkirchenben működő Marshall Központban (George Marshal European Centre of Security and Defence Economy) tanult. 1998–1999-ben a washingtoni Georgetown Egyetemen működő Diplomáciai Tanulmánjyok Intézetének (Institute for the Study of Diplomacy) volt a tudományos munkatársa.
Politikai tevékenységét még egyetemi tanulmányai alatt kezdte. 1990-ben alapító tagja volt a Grúziai Zöld Pártnak, amelynek 1991-1992 között ügyvivője is volt. 1992-ben Grúzia Emberi Jogi Külkapcsolatok Tanácsának elnök-helyettese. 1993-ban pártjával csatlakozott Eduard Sevardnadze Polgári Szövetségéhez, amelynek először elnök-helyettese, majd 1995-től a párt főtitkára lett. 2002-ben az ellenzéki Egyesült Demokratákhoz csatlakozott. Zurab Zsvania pártelnöksége idején beválasztották a párt vezető testületébe. 2003-ban aktív szerepet játszott a grúziai rózsás forradalomban.
1992-től 2003-ig, három cikluson keresztül tagja volt a grúz parlamentnek. 1992–1995 között a parlament emberi jogi és nemzeti kisebbségek bizottságának jegyzőkönyv-vezetője, majd 1995–1999 között a grúz parlament korrupció ellenes vizsgálóbizottságának elnöke volt. 1996-ban a Polgári Szövetség parlamenti frakciójának vezetőjévé választották.
2003 novemberében Tbiliszi egyik egyéni választókerületében parlamenti képviselővé választották. 2004. február 17-én a grúz parlament Miheil Szaakasvili elnök javaslatára jóváhagyta belügyminiszteri kinevezését. E minőségében fontos szerepet játszott az abház konfliktus rendezésében. 2004. június 10-től Grúzia védelmi minisztere volt, 2004. december 15-én Szaakasvili elnök miniszterelnök-helyettessé, egyúttal az euro-integrációs ügyeket felügyelő államminiszterré nevezte ki. 2005. február 3–8. között, Zurab Zsvania miniszterelnök halála után néhány napig ügyvivő miniszterelnök volt.
Baramidze nős, egy gyermeke van. Angolul, franciául és oroszul beszél.

## Külső hivatkozások
- Életrajza a Grúz Parlament honlapján (angolul)